# Shirleysburg
Shirleysburg es un borough ubicado en el condado de Huntingdon en el estado estadounidense de Pensilvania. En el año 2000 tenía una población de 140 habitantes y una densidad poblacional de 339 personas por km².

## Geografía
Shirleysburg se encuentra localizada en las coordenadas 40°17′49″N 77°52′29″O / 40.29694, -77.87472}}.

## Demografía
Según la Oficina del Censo en 2000 los ingresos medios por hogar en la localidad eran de $26,250 y los ingresos medios por familia eran $40,625. Los hombres tenían unos ingresos medios de $27,083 frente a los $18,750 para las mujeres. La renta per cápita para la localidad era de $13,586. Alrededor del 13.6% de la población estaba por debajo del umbral de pobreza.